# Massimo De Santis
Massimo De Santis (Tivoli, 8 april 1962) is een voormalig Italiaans voetbalscheidsrechter die actief was op mondiaal niveau. De Santis was een van de in totaal 23 scheidsrechters tijdens het Wereldkampioenschap voetbal 2006 in Duitsland, maar moest het toernooi aan zich voorbij laten gaan nadat hij in opspraak kwam vanwege een grootschalig omkoopschandaal in Italië.
De Santis fluit sinds 2002 op internationaal in dienst van de FIFA, en de UEFA. Hij floot onder andere wedstrijden in de UEFA Cup, de UEFA Champions League en in EK- en WK-kwalificatiewedstrijden.
De Santis is op 14 juli 2006 schuldig bewezen voor zijn rol in het omkoopschandaal in de Italiaanse serie A. De straf die deze scheidsrechter krijgt is 4,5 jaar schorsing. De Santis heeft de mogelijkheid om beroep aan te tekenen tegen deze uitspraak.
De politiecommissaris begon met fluiten in 1979 in de regio Tivoli om uiteindelijk in 1995 zijn eerste Serie A wedstrijd te fluiten, Sampdoria-Brescia. Kwam in opspraak in 2000, omdat hij tijdens Juventus-Parma een goal van Fabio Cannavoro onterecht afkeurde en wordt sindsdien beschouwd als pro-Juventus. In hetzelfde jaar werd hij internationaal scheidsrechter.
In 2001 leidde hij de returnwedstrijd in de finale van de Coppa Italia tussen Fiorentina en Parma en in 2005 floot hij de finale van de Supercup tussen Juventus en Inter. Tijdens de Olympische Spelen in Athene (2004) floot hij de kwartfinale tussen Paraguay en Zuid-Korea. In de Serie A heeft hij 160 wedstrijden gefloten en in 2006 werd hij voorgedragen als scheidsrechter voor het WK in Duitsland.
Echter, een maand voordat het WK in Duitsland zou beginnen, in mei 2006, wezen onderschepte telefoongesprekken uit dat hij betrokken bleek te zijn bij het grote omkoopschandaal dat in Italia Calciopoli of Moggiopoli wordt genoemd. Uit die gesprekken bleek hij een belangrijke rol te spelen in dit schandaal en zou hij zelfs aan het hoofd staan van de door onder andere hem zelf opgerichte "Combriccola Roma", de bende van Rome. Vanwege de onderzoeken besloot de Fifa om De Santis niet meer op het WK te laten fluiten.
In juli 2006 besloot de Italiaanse scheidsrechterscommissie (de CAF) De Santis voor vier en een half jaar te schorsen wegens zijn betrokkenheid bij Calciopoli. Deze sanctie werd overgenomen door het regionaal gerechtshof van Lazio.
Op 30 april 2007 verscheen De Santis samen met Luciano Moggi in een voetbalprogramma op televisie waarin hij stelde nooit enig contact gehad te hebben met Luciano Moggi, de oud-directeur van Juventus. Een paar weken daarvoor had hij van de rechtbank van Napels het bericht gekregen dat de onderzoeken naar zijn betrokkenheid bij de sportfraude zijn gesloten.

## Statistieken
| evenement                        | wed | Kreeg geel | Kreeg voor de tweede keer geel en dus rood | Weggestuurd |
| -------------------------------- | --- | ---------- | ------------------------------------------ | ----------- |
| Vriendschappelijk                | 2   | 3          | 1                                          | 2           |
| UEFA Cup                         | 4   | 18         | 0                                          | 1           |
| UEFA Champions League            | 14  | 57         | 0                                          | 0           |
| UEFA EK kwalificatie 2004        | 2   | 4          | 0                                          | 1           |
| UEFA WK kwalificatie 2004        | 6   | 26         | 1                                          | 1           |
| Wereldkampioenschap voetbal 2006 | 0   | 0          | 0                                          | 0           |
| Totaal                           | 28  | 108        | 2                                          | 5           |

* Bijgewerkt tot 9 april 2006